# Солдатёнков, Василий Иванович
Василий Иванович Солдатёнков (1847—1910) — чиновник, тайный советник из рода Солдатёнковых.

## Биография
Происходил из династии московских купцов Солдатёнковых. Сын Ивана Терентьевича Солдатёнкова родился в 1847 году. После смерти отца воспитывался дядей, Козьмой Терентьевичем. 
Поступил на службу 4 июля 1869 года. В молодости имел репутацию человека пустого и развратного. 
Служил чиновником особых поручений при Министерстве внутренних дел, 1 апреля 1890 года был произведён в действительные статские советники. Был награждён орденами Св. Анны 3-й ст. (1883), Св. Владимира 3-й ст. (1899), Св. Станислава 1-й ст. (1903). С 1907 года — тайный советник.
Был директором правления Товарищества Кренгольмской мануфактуры. Комитет Царскосельской Общины сестер милосердия открыл в Царском Селе в доме, построенном на пожертвования Солдатёнкова, лазарет. 
Женился 15 января 1873 года на Варваре Григорьевне Филипсон (23.12.1850—09.04.1873), сестре Натальи Григорьевны Яшвиль. Уже в день венчания она едва поднялась по лестнице в церковь министерства внутренних дел. На третий день после свадьбы Солдатёнковы уехали в Рим, где здоровье Варвары Григорьевны совсем расстроилось и 9 апреля она умерла от ревматизма. В сентябре 1875 года в Мюнхене Василий Иванович Солдатёнков венчался с сестрой первой жены, Надеждой (1852—1934). После свадьбы Солдатёнковы уехали на Восток, зиму провели в Египте и в Константинополе, летом вернулись в Кунцево, а осенью переехали в Санкт-Петербург. По словам А. Дельвига, «вторая жена Солдатёнкова, которую обыкновенно все звали Диною, высокая, стройная и недурная собой женщина, далеко не обладала умом и прелестью своей старшей сестры». 
Определением Сената 4 ноября 1891 года Василий Иванович Солдатёнков с детьми его: Варварой, Василием (1879—1944), Козьмой (1880—1943), Надеждой и Александром (?—1954) по чину действительного статского советника был признан в потомственном дворянстве с правом на внесение в третью часть Дворянской родословной книги. Был жалован дипломом на потомственное дворянское достоинство 18 ноября 1892 года.
Умер 5 (18) февраля 1910 года. Был похоронен в своём кунцевском имении, в склепе при церкви.
В Государственном историческом музее находится портрет Василия Ивановича Солдатенкова, выполненный в 1898 году Н. П. Богдановым-Бельским.